# Kapala terminalis
Kapala terminalis is een vliesvleugelig insect uit de familie Eucharitidae. De wetenschappelijke naam is voor het eerst geldig gepubliceerd in 1892 door Ashmead.